# Peter Scheuer (Politiker)
Peter Scheuer (* 5. Juni 1882 in St. Ingbert; † 15. Juni 1944 ebenda) war ein saarländischer Politiker (Zentrum).

## Leben
Über Scheuers schulische und berufliche Ausbildung gibt es keine Angaben. Da er ab März 1900 eine Korrespondenz in St. Ingbert betrieb, wird vermutet, dass er eine Journalisten- oder Druckerausbildung absolviert hat. In der Folgezeit war Scheuer für verschiedene pfälzische und bayerische Zeitungen als Korrespondent tätig. 1915 übernahm er die Schriftleitung der Westpfälzischen Zeitung.
Scheuer war überzeugter Katholik und engagierte sich politisch in der Zentrumspartei („Christliche Volkspartei“). Für sie gehörte er von 1930 bis 1935 dem St. Ingberter Stadtrat als Fraktionsvorsitzender an. Außerdem war er in den Jahren 1922 bis 1935 Mitglied des Landesrats des Saargebiets. Dort war er bis 1924 Erster Beisitzender, danach hatte er das Amt des stellvertretenden Landesratspräsidenten inne. In den Jahren 1928 bis 1935 war er schließlich – als Nachfolger von Bartholomäus Koßmann – der zweite und letzte saarländische Landesratspräsident. Während seiner Amtszeit setzte er sich für eine Eingliederung des Saargebietes ins Deutsche Reich ein. Obwohl er die Angriffe der NSDAP auf die Kirche kritisierte, kooperierte er mit den Nationalsozialisten. Im Vorfeld der Volksabstimmung von 1935 ging seine Partei im Rahmen der Deutschen Front ein Bündnis mit der NSDAP ein, dem sich Scheuer nicht entgegenstellte.
Nach der saarländischen Rückkehr ins Deutsche Reich war er weiterhin als Schriftleiter der Westpfälzischen Zeitung tätig. Vermutlich, um berufliche Nachteile abzuwenden, beantragte er 1936 die Aufnahme in die NSDAP, was jedoch ohne Nennung von Gründen abgelehnt wurde. Erst nach weiteren Versuchen wurde ihm schließlich 1937 die Mitgliedschaft gewährt.
Scheuer war seit 1907 mit Franziska Paul verheiratet und hatte mit ihr vier Kinder. Er starb 1944 in seinem Haus in St. Ingbert. Sein Nachlass ist im Landesarchiv Saarbrücken überliefert.